# Benjamin S. Kelsey
Benjamin Scovill Kelsey, né le 9 mars 1906 à Waterbury (Connecticut) et mort le 3 mars 1981 à Stevensburg (Virginie) dans le comté de Culpeper, était un ingénieur aéronautique et pilote d'essai américain. Il a contribué à la mise au point de nombreux avions militaires, notamment le Lockheed P-38 Lightning, le Bell P-39 Airacobra et le North American P-51 Mustang. Il a terminé sa carrière en 1956 au grade de général de brigade de l'United States Air Force.

## Distinctions
- Army Distinguished Service Medal